# John Edward Gray
John Edward Gray (Walsall, 12 februari 1800 - Londen, 7 maart 1875) was een Brits zoöloog. Hij was de oudere broer van George Robert Gray. 
John Gray was hoofd zoölogie bij het British Museum in Londen van 1840 tot kerst 1874. Onder hem zijn diverse catalogi gepubliceerd met uitgebreide discussies over diergroepen en vele beschrijvingen van nieuwe soorten. Hij heeft de collectie van het museum verbeterd waarmee het zich tot de beste ter wereld kan rekenen.
Ardeola grayii (Indische ralreiger) is naar hem vernoemd, alsmede het slangengeslacht Grayia.
John Gray was de eerste filatelist. Op 6 mei 1840, de eerste dag van uitgifte, kocht hij een paar exemplaren van de Penny Black met de bedoeling om deze te bewaren. Hij spaarde postzegels van de gehele wereld en gaf in 1861 een voorloper van de postzegelcatalogus uit onder de titel: Hand Catalogue of Postage Stamps.
- Australian Dictionary of Biography: gray-john-edward-2119
- Bibsys: 2085844
- Bibliothèque nationale de France: cb13164608c (data)
- Author citation (botany): J.E.Gray
- Catàleg d'autoritats de noms i títols de Catalunya: 981058518211306706
- CiNii: DA11438579
- Gemeinsame Normdatei: 116827815
- International Standard Name Identifier: 0000 0000 8111 4667
- Library of Congress Control Number: n80109614
- Nationale bibliotheek van Australië: 35785802
- Nationale Bibliotheek van Israël: 987007262067705171
- Nederlandse Thesaurus van Auteursnamen: 070064253
- Réseau des bibliothèques de Suisse occidentale: 02-A003316140
- Istituto Centrale per il Catalogo Unico: RMSV026431
- SNAC: w6378275
- Système universitaire de documentation: 034962115
- Museum of New Zealand Te Papa Tongarewa: 43330
- Trove: 1087001
- Virtual International Authority File: 32135239
- WorldCat: E39PBJtxbJtYvXtXMHYywvGbVC